# بارك يانغ-وو
بارك يانغ-وو هو سياسي كوري جنوبي، ولد في 20 نوفمبر 1958. انتخب وزير الثقافة والرياضة والسياحة ‏ (3 أبريل 2019 – ).